# ファーストフード・ネイション
『ファーストフード・ネイション』（Fast Food Nation）は、2006年に公開されたアメリカ合衆国とイギリスの合作による映画。
原作はエリック・シュローサーの『ファストフードが世界を食いつくす』（原題: Fast Food Nation）で、シュローサーはこの映画の脚本も手がけている。シュローサーはドキュメンタリーを製作しようとしたが、撮影が難しいと判断しドラマを作ることにしたという。
2006年5月19日にカンヌ映画祭コンペティション部門で初上映され、同年11月にアメリカで一般公開された。日本ではアメリカに1年3カ月遅れて2008年2月に公開された。セックスや麻薬の表現があるため、アメリカ映画協会 (MPAA) はR指定している。

## ストーリー
アナハイムに本社を持つハンバーガー・チェーン「ミッキーズ」。マーケティング担当のドンは社長に呼ばれ、大学が行った分析の結果、ハンバーガーのパテに大量の大腸菌が含まれていたと打ち明けられる。ドンは調査を始めるが、そこには工場の衛生問題、店舗における店員の意識、さらには移民問題、環境問題など、様々な要因が渦巻いていた。

## キャスト
| 役名           | 俳優                           | 日本語吹替 |
| -------------- | ------------------------------ | ---------- |
| ドン           | グレッグ・キニア               | 内田直哉   |
| ビート         | イーサン・ホーク               | 土田大     |
| シンディ       | パトリシア・アークエット       | 新谷恵     |
| アリス         | アヴリル・ラヴィーン           | 笹本優子   |
| シルヴィア     | カタリーナ・サンディノ・モレノ |            |
| ルーディ       | クリス・クリストファーソン     |            |
| ブライアン     | ポール・ダノ                   |            |
| アンバー       | アシュレイ・ジョンソン         |            |
| ラウル         | ウィルマー・バルデラマ         |            |
| パコ           | ルー・テイラー・プッチ         |            |
| ココ           | アナ・クラウディア・タランコン |            |
| トニー         | イーサイ・モラレス             |            |
| ベニー         | ルイス・ガスマン               |            |
| マイク         | ボビー・カナヴェイル           |            |
| トム・ワトソン | マルコ・ペレラ                 |            |
| ハリー・リデル | ブルース・ウィリス             | 小室正幸   |
| デビ           | ダナ・ウィーラー＝ニコルソン   |            |
| ジョージ       | フランシスコ・ロサレス         |            |

## 制作
この映画は情報が流出しないよう「コヨーテ」というコードネームで撮影が行われ、撮影地にはテキサス州のオースティンやヒューストン、コロラド州のコロラドスプリングス、メキシコなどが選ばれた。

## 評価
ニューヨーク・タイムズでは「マイケル・ムーアの『華氏911』に次ぐ政治的映画だ」と高い評価を受けていたが、興行収益は振るわずアメリカ国内では100万ドルを超えるにとどまった。